# واوکس له پنیل
واوکس له پنیل (به فرانسوی: Vaux-le-Pénil) یک کمون در فرانسه است که در Canton of Melun-Nord واقع شده‌است.

## خصوصیات
واوکس له پنیل ۱۱٫۶۴ کیلومترمربع مساحت و ۱۱٬۵۳۲ نفر جمعیت دارد.

## خواهرخوانده
شهر Savièse خواهرخواندهٔ واوکس له پنیل هست.